# Heterodrilus arenicolus
 Heterodrilus arenicolus — вид малощетинкових червів родини Naididae ряду Haplotaxida. 

## Поширення
Вид зустрічається на півночі  Атлантичного океану біля берегів Європи.